# 펠릭스 가타리

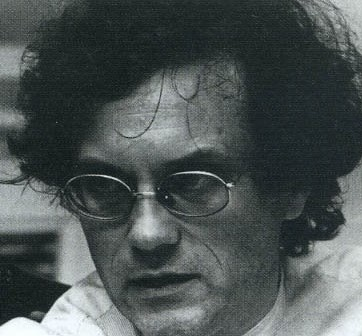

피에르펠릭스 가타리(프랑스어: Pierre-Félix Guattari 피에르펠릭스 과타리[*], 프랑스어 발음: [ɡwataʁi], 1930년 4월 30일 ~ 1992년 8월 29일)는 프랑스의 심리치료사, 철학자, 기호학자, 활동가, 각본가이다. 분열분석(Schizoanalysis)과 에코소피(Ecosophy)를 설립한 사람으로, 특히 Anti-Oedipus(1972년), A Thousand Plateaus(1980년), 이렇게 Capitalism and Schizophrenia의 2권에 대해 질 들뢰즈와 지식 협업을 한 것으로 잘 알려져 있다.

## 생애
가타리는 프랑스 파리 북서부의 빌네브 레 사블롱에서 태어났다. 1950년대 초에 정신분석학자 자크 라캉 밑에서 훈련을 받았다. 이후 라캉의 제자 장 오리의 감독 하에 보르도 병원에서 평생 근무하였다. 보르도 병원은 철학, 심리학 등의 부문의 수많은 학생들 사이의 대화의 장소였다.
1955년부터 1965년까지 가타리는 트로츠키주의자들의 신문이었던 《공산주의의 길》(La Voie Communiste)의 편집과 기여에 임했다.
1992년 8월 29일, 그리스 텔레비전과 인터뷰를 한지 2주가 지나 심장마비로 보르도 병원에서 사망하였다.

## 저서
단독저서
- 펠릭스 가타리 지음, 윤수종 옮김, 『세 가지 생태학』, 동문선 (2003)
  - Guattari Felix, Les Trois Ecologies, (1989)
- 펠릭스 가타리 지음, 윤수종 옮김, 『카오스 모제』, 동문선, (2003)
  - Guattari Felix, Chaosmose, (1992)

## 같이 보기
- 반정신의학
- 정신분석학
- 자본주의에 대한 비판
- 자본주의의 역사

## 참고 자료
- ---. 1989a. Schizoanalytic Cartographies. Trans Andrew Goffey. London and New York: Bloomsbury, 2013. Trans. of Cartographies schizoanalytiques. Paris: Editions Galilée ISBN 978-2718603490.
- ---. 1989b. The Three Ecologies. Trans. Ian Pindar and Paul Sutton. London and New York: Continuum, 2000. Trans. of Les trois écologies. Paris: Editions Galilée. ISBN 1-84706-305-5.